# Контролна табла (софтвер)
Многи рачунарски кориснички интерфејси користе метафору контролна табла за део графичког корисничког интерфејса који даје контролу кориснику над софтверским и хардверским функцијама. Контролна табла се састоји од вишеструких подешавања, укључујући подешавања приказа, мреже, корисничког налога и хардвера. Неке контролне табле траже да корисник има администраторска права или основни приступ.